# Parco internazionale delle Bocche di Bonifacio
Il parco internazionale delle Bocche di Bonifacio (in francese parc international des Bouches de Bonifacio, in corso parcu internaziunale di i Bucchi di Bunifaziu), in via di istituzione a partire dal 2010, è un parco marino della Corsica (Francia) e della Sardegna (Italia), comprende la riserva naturale delle Bocche di Bonifacio e il parco nazionale dell'Arcipelago di La Maddalena.

## Gestione

### Provvedimenti istitutivi
Il parco è stato istituito con la firma del trattato italo-francese a La Maddalena tra il Ministero dell'ambiente e della tutela del territorio e del mare italiano   e l'omologo francese   il 15 giugno 2010.

### Ente gestore
L'ente gestore è l'Ente parco nazionale dell'Arcipelago di La Maddalena con sede a La Maddalena in via Azuni e con le altre sedi in via Giulio Cesare sempre a La Maddalena per la parte italiana e l'Office de l'Environnement de la Corse con sede in 14 Avenue Jean Nicoli a Corte per la parte francese.

## Territorio

### Superficie
Copre una superficie marina di circa 93.000 ettari (80.000 in Francia e 13.046 in Italia) le bocche di Bonifacio tra Corsica e Sardegna, più la parte meridionale del mar di Corsica e il mar Tirreno tra Porto Vecchio e le bocche di Bonifacio più il mare antistante l'arcipelago di La Maddalena sempre nel mar Tirreno.

### Comuni
La riserva comprende la parte marina di 4 comuni francesi (Bonifacio, Figari, Monacia d'Aullene e Porto Vecchio) e la parte marina di quattro comuni italiani (La Maddalena Santa Teresa Gallura, Palau e Arzachena).
Il parco è accessibile da Porto Vecchio che dista 140 km da Bastia e 125 km da Aiaccio.
È anche  accessibile da Bonifacio che dista 130 km da Aiaccio e 171 km da Bastia.

### Accessi
- Per la parte francese:

Da Porto Vecchio partono traghetti per Livorno, Napoli, Palau, Civitavecchia e Marsiglia, mentre da Bonifacio partono traghetti per Santa Teresa di Gallura in Sardegna.
Il parco inoltre è raggiungibile dagli aeroporti dall'aeroporto di Figari Sud Corse nel comune di Figari a 20 km da Porto Vecchio e a 25 da Bonifacio.
- Per la parte italiana:

Dal paese di La Maddalena partono traghetti per Palau.
Da Palau partono traghetti per Genova, Porto Vecchio e Napoli, la città dista da 40 km da Olbia, 100 km da Nuoro, 100 km da Sassari, 120 km da Porto Torres e 260 km da Cagliari.
L'aeroporto più vicino è quello di Olbia che dista 40 km da Palau.